# Jesse Helms
Jesse Helms, född 18 oktober 1921 i Monroe, North Carolina, död 4 juli 2008 i Raleigh, North Carolina, var en amerikansk politiker. Helms var republikansk senator från North Carolina 1973-2003.
Helms var en ledande konservativ senator och kallades ofta för "Senator No" för att han ständigt sa nej till förslag som han ansåg var för "vänsterinriktade". I samband med kongressvalen 1994, då republikanerna vann stora segrar, fick Helms en framskjuten ställning i senaten. Helms var ordförande i senatens utrikesutskott 1995-2001 där han intog en hård hållning mot länder som Kina och Kuba. Han gjorde sig också känd som en hård kritiker av Förenta nationerna och förespråkade att USA skulle lämna organisationen.
Helms utmärkte sig under sin politiska karriär med uttalanden mot homosexualitet, feminism, medborgerliga rättigheter, abort och samtidskonst som var grafiskt sexuell.
Helms var baptist och frimurare. Hans grav finns på Oakwood Cemetery i Raleigh.